# خانه حیدریان
خانه حیدریان مربوط به دوره قاجار است و در دستگرد، خیابان مدرس، کوچه بوعلی، پلاک ۳۶ واقع شده و این اثر در تاریخ ۱۶ دی ۱۳۸۷ با شمارهٔ ثبت ۲۴۴۶۴ به‌عنوان یکی از آثار ملی ایران به ثبت رسیده است.